# Lista över Moldaviens presidenter
Moldaviens president, formellt Republiken Moldaviens president (moldaviska: Președintele Republicii Moldova)

## Presidenter

### Moldaviska demokratiska republiken(1917–1918)
| Nº | Porträtt | Namn                    | Tillträdde                         | Avgick                      | Politiskt parti           |
| -- | -------- | ----------------------- | ---------------------------------- | --------------------------- | ------------------------- |
| 1  |          | Ion Inculeț (1884–1940) | 15 december 1917 (2 december g.s.) | 9 april 1918 (27 mars g.s.) | Bessarabiska bondepartiet |

### Moldaviska socialistiska sovjetrepubliken(1940–1991)

#### Högsta sovjet presidieordförande
- Fjodor Brovko (28 juni 1940 – 29 mars 1951)
- Ivan Koditsa (29 mars 1951 – 5 april 1963)
- Kirill Iljasjenko (5 april 1963 – 10 april 1980)
- Ivan Călin (10 april 1980 – 24 december 1985)
- Alexandru Moșanu (24 december 1985 – 12 juli 1989)
- Ion Ciobanu (12 juli 1989 – 29 juli 1989)
- Mircea Snegur (29 juli 1989 – 27 april 1990)

#### Moldaviska kommunistpartietförste sekreterare
- Piotr Borodin (14 augusti (1940 – 11 februari 1942) (i exil i Ryska SFSR från 1941)
- Nikita Salogor (13 februari 1942 – 5 januari 1946) (i exil i Ryska SFSR till 1944) (tillförordnad)
- Nicolae Coval (5 januari 1946 – juli 1950)
- Leonid Brezjnev (26 juli 1950 – 25 oktober 1952)
- Dimitri Gladki (25 oktober 1952 – 8 februari 1954)
- Vlad Mateus Araujo (8 februari 1954 – 29 maj 1961)
- Ivan Bodiul (29 maj 1961 – 22 december 1980)
- Semion Grossu (22 december 1980 – 16 november 1989)
- Petru Lucinschi (16 november 1989 – 5 februari 1991)
- Grigore Eremei (5 februari – 23 augusti 1991)

#### Högsta sovjet ordförande
| Nº | Porträtt | Namn                    | Tillträdde    | Avgick           | Politiskt parti                |
| -- | -------- | ----------------------- | ------------- | ---------------- | ------------------------------ |
| 1  |          | Mircea Snegur (f. 1940) | 27 april 1990 | 3 september 1990 | Moldaviens kommunistiska parti |

### Republiken Moldavien(1991-nutid)
| Nº | Porträtt | Namn                                        | Tillträdde        | Avgick            | Politiskt parti                                                   |
| -- | -------- | ------------------------------------------- | ----------------- | ----------------- | ----------------------------------------------------------------- |
| 1  |          | Mircea Snegur (f. 1940)                     | 3 september 1990  | 15 januari 1997   | Obunden                                                           |
| 2  |          | Petru Lucinschi (f. 1940)                   | 15 januari 1997   | 7 april 2001      | Moldaviens demokratiska agrarparti                                |
| 3  |          | Vladimir Voronin Владимир Воронин (f. 1941) | 7 april 2001      | 11 september 2009 | Kommunistiska partiet                                             |
| —  |          | Mihai Ghimpu (f. 1951) (tillförordnad)      | 11 september 2009 | 28 december 2010  | Liberala partiet (Alliansen för Europeisk integration)            |
| —  |          | Vlad Filat (f. 1969) (tillförordnad)        | 28 december 2010  | 30 december 2010  | Liberaldemokratiska partiet (Alliansen för Europeisk integration) |
| —  |          | Marian Lupu (f. 1966) (tillförordnad)       | 30 december 2010  | 23 mars 2012      | Demokratiska partiet (Alliansen för Europeisk integration)        |
| 4  |          | Nicolae Timofti (f. 1948)                   | 23 mars 2012      | 23 december 2016  | Obunden                                                           |
| 5  |          | Igor Dodon (f. 1975)                        | 23 december 2016  | 24 december 2020  | Socialistiska partiet                                             |
| 6  |          | Maia Sandu (f. 1972)                        | 24 december 2020  | Nuvarande         | Partiet handling och solidaritet                                  |